# Барбьери, Маурисио
Маури́сио Барбье́ри (порт.-браз. Maurício Nogueira Barbieri; род. 30 сентября 1981, Сан-Паулу) — бразильский футбольный тренер.

## Биография
Маурисио Барбьери не играл в футбол на профессиональном уровне. В 2004 году после завершения обучения в Университете Сан-Паулу по направлению «Физическое воспитание и спорт» Барбьери отправился на стажировку в футбольный клуб «Порту», который в том году под руководством Жозе Моуринью выиграл Лигу чемпионов. После возвращения в Бразилию стал тренировать молодёжную команду «Гремио Озаску Аудакс», а в 2010 году был назначен помощником главного тренера.
В 2011 году Барбьери стал главным тренером «Аудакс Рио», а спустя два года возглавил «Ред Булл Бразил». В 2017 году руководил «Гуарани» (Кампинас). В 2017—2018 годах работал в «Деспортиво Бразил», а в марте 2018 года согласился перейти в один из ведущих клубов Бразилии, «Фламенго», который уволил Пауло Сезара Карпежиани. Барбьери первоначально стал исполняющим обязанности главного тренера «рубро-негрос». С 11 апреля того же года был назначен на должность главного тренера «Фламенго» уже на постоянной основе. В июне «Фламенго» объявил о том, что Маурисио Барбьери будет руководить командой до окончания сезона.
После ухода из «Фламенго» Барбьери возглавил «Гояс». Под его руководством команда играла достаточно успешно и набрала 73 % очков. Однако поражение в финале чемпионата штата привело к увольнению специалиста. В мае 2019 года Барбьери возглавил «Америку Минейро». После крупного (0:4) поражения от «Фигейренсе» 15 июля специалист был отправлен в отставку.
В начале 2020 года Барбьери возглавил ССА Масейо, однако был уволен после шести матчей, в которых его команда трижды проиграла и один раз сыграла вничью.
Со 2 сентября 2020 по 10 ноября 2022 года Маурисио Барбьери являлся главным тренером «Ред Булл Брагантино». Под его руководством «быки» заняли 10-е место в чемпионате Бразилии 2020, что позволило квалифицироваться в очередной розыгрыш Южноамериканского кубка. В этом турнире в 2021 году команда сумела дойти до финала, где 20 ноября с минимальным счётом 0:1 уступила соотечественниками из «Атлетико Паранаэнсе». Это лучший результат клуба на международной арене. 10 ноября 2022 года, через день после разгромного поражения в гостевом матче предпоследнего 37-го тура Серии A 2022 от «Форталезы» (0:6), был отправлен в отставку.
16 декабря 2024 года назначен главным тренером вылетевшего в Серию B по итогам сезона 2024 «Атлетико Паранаэнсе».

## Титулы и достижения в качестве тренера
- Финалист Южноамериканского кубка (1): 2021